# بوریس دیا
بوریس دیا (به انگلیسی: Boris Diaw) متولد ۱۹۸۲ میلادی در کورمی آن پریزیس ملی پوش تیم ملی بسکتبال فرانسه و بازیکن حرفه‌ای ان بی ای است. دیا در سال ۲۰۰۳ در درفت سرتاسری ان بی ای در رتبه بیست و یکم توسط آتلانتا هاوکس گزینش گردید اما در سال ۲۰۰۵ به تیم فینیکس سانز پیوست و همراه استیو نش بسیار در آن تیم درخشید. او در سال ۲۰۰۸ به شارلوت بابکتس پیوست و نهایتاً در فصل ۲۰۱۱-۲۰۱۲ به سن آنتونیو آمد تا در کنار دوست دوران بچگی خود تونی پارکر در تیم سن آنتونیو اسپرز بازی کند. او عمدتاً در نقش فروارد قدرتی بازی میکند. دیا به هنر عکاسی نیز علاقه زیادی دارد.